# Dianthera angusta
Dianthera angusta es una especie de planta con flores perteneciente a la familia Acanthaceae.

## Distribución y hábitat
El área de distribución nativa se extiende desde Estados Unidos (especialmente Florida y Georgia) hasta Puerto Rico. Crece principalmente en el bioma subtropical.

## Taxonomía
La especie fue descrita inicialmente como Dianthera ovata var. angusta por Alvin Wentworth Chapman y publicada en Flora of the southern United States 304, en 1860, hoy en día es tanto un sinónimo como el basónimo de esta. Posteriormente, sería elevada a especie y transferida al género Justicia por John Kunkel Small en Manual of the Southeastern Flora 1231, en 1933, nombre científico que también es un sinónimo de esta actualmente; y ulteriormente, sería transferida al género Dianthera por el mismo autor en Flora of the Southeastern United States 1088, en 1903.

#### Etimología
Véase: Dianthera
angusta: epíteto latino que significa "angosta, estrecha".